# Mariano Rajoy Sobredo
Mariano Rajoy Sobredo (Santiago de Compostela, 28 de agosto de 1921-Madrid, 1 de noviembre de 2018) fue un jurista y magistrado español, que desempeñó cargos de relevancia durante el franquismo en Galicia y Castilla y León.
Tras ser destinado en distintos juzgados a partir de 1948, en 1958 fue ascendido a magistrado como  juez de Primera Instancia e Instrucción en Oviedo. En 1960 fue trasladado a León, donde ocupó el puesto de titular del Tribunal Especial de Vagos y Maleantes, que desempeñó un papel destacado en la represión franquista de homosexuales y otros grupos en Galicia, Asturias y León.Tras cerca de diez años en el puesto, a final de 1969 fue nombrado presidente de la sección primera de la Audiencia Provincial de Pontevedra. En esta posición lideró la instrucción del caso Reace, un caso de corrupción que involucraba al hermano del dictador, Nicolás Franco Bahamonde, y que atrajo atención mediática por la muerte de varios de los implicados.En 1986 fue sustituido al frente de la audiencia y tres años después se jubiló. Es padre del expresidente del Gobierno Mariano Rajoy Brey.

## Biografía
Hijo de María de las Mercedes Sobredo Brandáriz y del jurista Enrique Rajoy Leloup, profesor de Derecho Civil en la Universidad de Santiago de Compostela y miembro de la comisión redactora del Proyecto de Estatuto de Autonomía de Galicia de 1936 durante la Segunda República Española, se licenció en Derecho por la Universidad de Santiago de Compostela en 1943. 
Tras superar las oposiciones a judicatura fue juez de Primera Instancia e Instrucción en Órdenes, La Coruña, en 1948, para ser destinado posteriormente a los Juzgados de Primera Instancia e Instrucción de Lalín, Pontevedra (1949-1953), de Piedrahíta, Ávila (1953-1955) y de Carballiño, Orense (1955-1958). Ascendido a magistrado en 1958, fue juez de Primera Instancia e Instrucción en Oviedo hasta 1960, para pasar después a León también como Juez de Primera Instancia e Instrucción y titular del Tribunal Especial de Vagos y Maleantes, con jurisdicción para Asturias, León y Galicia. Desde él dictó numerosas sentencias contra homosexuales, trabajadoras sexuales, ladrones menores y personas “sin oficio” y “sin domicilio fijo” en virtud de la Ley de vagos y maleantes.Se mantuvo en la capital leonesa diez años, y en ella coincidió con el abogado Juan Rodríguez García-Lozano, padre del expresidente del Gobierno José Luis Rodríguez Zapatero.
El 20 de diciembre de 1969 fue nombrado presidente de la Audiencia Provincial de Pontevedra, en sustitución del magistrado José Luis Bescansa y Gutiérrez de Ceballos. En ésta ejerció la presidencia de su sección primera, en la que compartió Sala con los magistrados Manuel Landeiro Piñeiro, Celestino Prego García y Antonio Gutiérrez Población, siendo el fiscal jefe de la Audiencia Cándido Conde-Pumpido Ferreiro. Mariano Rajoy Sobredo desempeñó la presidencia de la Audiencia Provincial hasta 1986, año en el que el Consejo General del Poder Judicial designó al magistrado Félix Rodríguez García para sustituirle. Rajoy Sobredo permaneció en la Audiencia Provincial de Pontevedra como magistrado de su sección primera hasta su jubilación en 1989.

## Vida personal
Mariano Rajoy Sobredo contrajo matrimonio con Olga Brey López, en marzo de 1954. Olga falleció el 17 de julio de 1993. El matrimonio tuvo cuatro hijos: Mariano, María de las Mercedes, Luis y Enrique Rajoy Brey. El primogénito, Mariano Rajoy Brey fue, desde 2011 hasta el 2 de junio de 2018, presidente del Gobierno de España.

## Distinciones honoríficas
- Cruz Distinguida de 1.ª clase de la Orden de San Raimundo de Peñafort ( España).